# Либерия на Паралимпийских играх
Либерия на Паралимпийских играх впервые приняла участие в 2012 году на летних Играх в Лондоне. На зимних Играх делегация Либерии участия пока не принимала. Медалей на Играх спортсмены Либерии пока не завоевали.